# Nationale Jeugdraad
De Nationale Jeugdraad, afgekort tot NJR, is een Nederlandse koepelorganisatie van landelijke jongerenorganisaties voor jongeren tussen de 12 en 30 jaar. NJR wil de deelname van jongeren op alle niveaus van de samenleving stimuleren en ondersteunen; zorgen dat jongeren hun kracht kennen, ontwikkelen en inzetten voor een betere toekomst voor zichzelf en anderen. NJR moedigt jongeren aan om te laten zien waartoe zij in staat zijn, van bij hen in de buurt tot aan de Verenigde Naties aan toe. Daarnaast adviseert NJR overheden en andere organisaties over jeugdbeleid en het stimuleren van jongerenparticipatie.
NJR komt op voor de positie van jongeren. Dat doet NJR niet alleen: ze werken actief samen met de jongerenorganisaties in Nederland (die vaak ook lid zijn van NJR), de politiek en andere vakbonden en is onderdeel van initiatieven zoals het SER Jongerenplatform en Coalitie-Y. De voorzitter van NJR is tevens de voorzitter van het SER Jongerenplatform.
De organisatie bestaat uit een 7-koppig bestuur en een werkorganisatie die bestaat uit ruim 40 medewerkers en stagiaires.

## Geschiedenis
NJR werd opgericht in juni 2001. Deelnemende organisaties die geheel of gedeeltelijk opgingen in NJR waren de Nationale Jongerenraad voor Milieu en Ontwikkeling (NJMO), de Vereniging 31, de Nederlandse Jeugdgroep, de stichting Nationaal Jeugddebat en het Jeugd Netwerk Nederland. NJR krijgt twee taken: het stimuleren en ondersteunen van jeugdparticipatie en het vertegenwoordigen en samenbrengen van jongeren en hun organisaties. Ook wordt vastgelegd dat de Nationale Jeugdraad niet zal opereren in plaats van goed functionerende jongerenorganisaties, maar een coördinerende en ondersteunende rol zal vervullen.
Sinds 2009 gebruikt de Nationale Jeugdraad naar buiten toe alleen nog de afkorting NJR.

## Projecten
NJR organiseert diverse projecten voor en door jongeren. Door middel van deze projecten zorgt NJR ervoor dat jongeren empowered worden, hun sterke punten ontdekken en op basis daarvan zich maatschappelijk kunnen inzetten. Op deze manier kunnen jongeren invloed uitoefenen in hun eigen buurt, school, op landelijk niveau of zelfs op internationaal vlak.

### Jargonbrigade
De Jargonbrigade is een activiteit van NJR waarbij een men het taalgebruik van Tweede Kamerleden controleert op begrijpelijkheid. Jaarlijks reikt de brigade de 'Zwetsprijs' voor het meest wartaal sprekende Kamerlid en de 'Klare Taalprijs' voor het duidelijkst sprekende Kamerlid uit.

### Nationaal Jeugddebat
Het Nationaal Jeugddebat is een jaarlijks terugkerend project georganiseerd door de Nationale Jeugdraad (NJR). Het biedt jongeren tussen de 12 en 18 jaar een platform om mee te denken en te debatteren over actuele maatschappelijke en politieke kwesties. Dit is een project waarin jongerenparticipatie centraal staat. Het traject begint met provinciale jeugddebatten, waarin jongeren per provincie deelnemen aan het debat op het provinciehuis. Na afloop van elk provinciale jeugddebat, worden een aantal jongeren geslecteerd die doorstromen naar het Nationaal Jeugddebat. Tijdens het evenement krijgen de deelnemers de kans om hun standpunten te presenteren aan leden van het kabinet, de Tweede Kamer en andere beleidsmakers. Het doel van het Nationaal Jeugddebat is om de stem van jongeren te versterken en hen te betrekken bij het democratisch proces, waarbij ze hun ideeën en oplossingen voorleggen aan invloedrijke beslissers in de Nederlandse politiek.

## Jongerenvertegenwoordigers
Elk jaar organiseert NJR de verkiezing van de Nederlandse jongerenvertegenwoordigers. Dat zijn jongeren tussen 18 en 25 jaar die hun leeftijdsgenoten vertegenwoordigen op vier thema's: Duurzame ontwikkeling, Europese zaken, Biodiversiteit & Voedsel en Mensenrechten & Veiligheid. Per thema zijn twee jongerenvertegenwoordigers actief. De acht jongerenvertegenwoordigers trekken het hele land door om van jongeren te horen wat zij belangrijk vinden. Dit nemen de jongerenvertegenwoordigers mee naar conferenties en toppen in binnen- en buitenland. Jongerenvertegenwoordigers werken in duo’s, volgens een junior-senior systeem. Elk jaar wordt voor elk van de vier thema's een nieuwe vertegenwoordiger gekozen voor twee jaar.

## Lidorganisaties
Bij NJR komen 46 jongerenorganisaties samen. Deze organisaties vertegenwoordigen diverse groepen en belangen.
- AEGEE
- CDJA
- CHOICE for youth and sexuality
- CNV Jongeren
- DWARS
- Erasmus Student Network (ESN)
- Forum Jongerenraden Nederland (FJN)
- Forum Nationaal Jeugddebat (FNJD)
- FNV Young & United
- International Federation of Medical Students' Associations (IFMSA) NL
- Interstedelijk Studenten Overleg (ISO)
- Jeugdbond voor Natuur- en Milieu (JNM)
- Jeugdwelzijnsberaad (JWB)
- Jonge Atlantici
- Jonge Democraten
- Jonge Europese Federalisten (JEF)
- Jonge Klimaatbeweging (JKB)
- Jongeren Organisatie Beroepsonderwijs (JOBmbo)
- Jongerenorganisatie Vrijheid en Democratie (JOVD)
- Jonge Socialisten in de PvdA
- JongPIT
- Jong Sociaal Contract (JSC)
- JongRegio
- Landelijk Aktie Komité Scholieren (LAKS)
- Landelijke Kamer van Verenigingen (LKvV)
- Landelijke Studentenvakbond (LSVb)
- Landelijk Overleg & Contact Introductieweken (LOCI)
- Milieudefensie Jong
- Montium
- Nacht van de Fooi
- NivonJong
- Nederlandse Jeugdbond voor Natuurstudie (NJN)
- PerspectieF
- PINK!
- Plattelandsjongeren
- Jongerencommissie Rode Kruis
- Scouting Nederland
- SPS-NIP[7]
- StemJong
- Stem van de VSO Leerling
- Stip Studentenplatform
- Studentensport Nederland
- Studenten voor Morgen
- United Netherlands
- YES-DC
- YMCA Nederland

## Bestuur
Het bestuur van NJR bestaat uit zeven jongeren. Het bestuur wisselt jaarlijks, maar bestuursleden mogen volgens de statuten na een termijn van één jaar nogmaals solliciteren voor een termijn van één jaar.

### Lijst van NJR-voorzitters
| Periode     | Naam                 | Bijzonderheden                                                                             |
| ----------- | -------------------- | ------------------------------------------------------------------------------------------ |
| 2024 - nu   | Lotte Prins          |                                                                                            |
| 2022 - 2024 | Kimberley Snijders   |                                                                                            |
| 2020 - 2022 | Maurice Knijnenburg  |                                                                                            |
| 2019 - 2020 | Floor Brands         |                                                                                            |
| 2017 - 2019 | Luce van Kempen      | Werd in 2020 als jongste persoon ooit benoemd tot kroonlid bij de Sociaal-Economische Raad |
| 2016 - 2017 | Caesar Bast          |                                                                                            |
| 2015 - 2016 | Kimberley Swikker    |                                                                                            |
| 2014 - 2015 | Jasmin Schous        |                                                                                            |
| 2013 - 2014 | Esther Peeters       |                                                                                            |
| 2012 - 2013 | Marcel René Bamberg  |                                                                                            |
| 2011 - 2012 | Andrea Bos           |                                                                                            |
| 2010 - 2011 | Niek Ritzen          |                                                                                            |
| 2009 - 2010 | Steffy Roos du Maine |                                                                                            |
| 2007 - 2009 | Kido Koenig          |                                                                                            |
| 2005 - 2006 | Kamran Ullah         |                                                                                            |
| 2004 - 2005 | José Spierts         |                                                                                            |
| 2001 - 2004 | Joost de Bruin       |                                                                                            |

## Raad van Advies
De volgende leden zitten in de Raad van Advies:
- Prinses Laurentien van Oranje
- Mariëtte Hamer
- Kim Putters
- Walter Groenen
- Kim Heinz
- Lisa Westerveld
- Hans Gennissen
- Farid Tabarki
- Eveline Crone
- Angela Eijlander
- Frederieke Leeflang